# Radek Onderka
Radek Onderka (* 20. září 1973 Opava) je bývalý český fotbalista, útočník.
Po ukončení sportovní kariéry je učitelem na základní škole v Kylešovicích. Učí zeměpis, němčinu, občanskou výchovu, hudební výchovu a tělocvik.

## Fotbalová kariéra
Hrál za FC Baník Ostrava, SK Sigma Olomouc, v německé 2. bundeslize za KFC Uerdingen 05 a LR Ahlen a po návratu ze zahraničí za SFC Opava. V české nejvyšší soutěži nastoupil ve 124 utkáních a dal 38 gólů.

## Ligová bilance
| Ročník                          | Zápasy | Góly | Klub             |
| ------------------------------- | ------ | ---- | ---------------- |
| 1. česká fotbalová liga 1993/94 | 8      | 3    | FC Baník Ostrava |
| 1. česká fotbalová liga 1993/94 | 16     | 6    | SK Sigma Olomouc |
| 1. česká fotbalová liga 1994/95 | 23     | 6    | SK Sigma Olomouc |
| 1. česká fotbalová liga 1995/96 | 28     | 10   | SK Sigma Olomouc |
| 1. česká fotbalová liga 1996/97 | 10     | 2    | SK Sigma Olomouc |
| Gambrinus liga 1999/00          | 24     | 10   | SFC Opava        |
| Gambrinus liga 2001/02          | 15     | 1    | SFC Opava        |
| CELKEM                          | 124    | 38   |                  |